# Assassinat de Kim Jong-nam

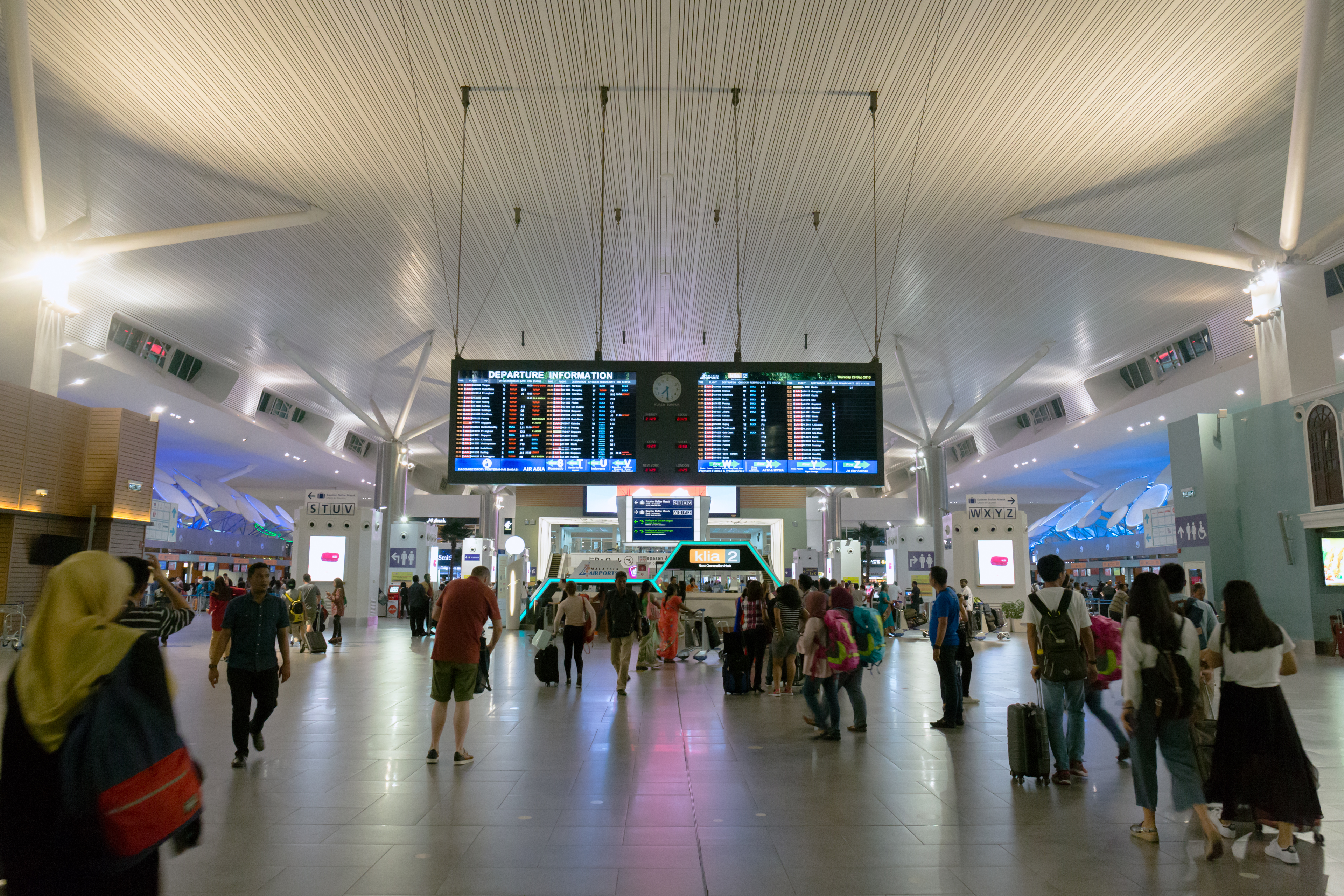

L'assassinat de Kim Jong-nam, fils de Kim Jong-il et demi-frère du dirigeant nord-coréen Kim Jong-un, a lieu le 13 février 2017. Il est attaqué avec un agent inervant neurotoxique VX à l'aéroport international de Kuala Lumpur, en Malaisie.
Les premières suspectes sont les deux femmes, d'origine vietnamienne et indonésienne, qui ont attaqué Kim Jong-nam. Elles s'avéreront avoir été dupées par des agents nord-coréens leur faisant croire à une farce télévisée. L'une d'entre elles est condamnée pour « blessures avec des armes dangereuses » à trois ans et quatre mois de prison. Elles sont toutes deux libérées en 2019.
Quatre suspects nord-coréens restent recherchés par la police malaisienne et font l'objet d'un mandat d'arrêt international. Le pouvoir nord-coréen est fortement soupçonné d'être l'auteur de cet assassinat, sur ordre de Kim Jong-un.

## Déroulement de l'attaque
Kim Jong-nam arrive en Malaisie le 6 février 2017 afin de séjourner cinq jours dans un hôtel de luxe de l'île balnéaire de Langkawi. Il voyage alors sous le pseudonyme de « Kim Chol ».
Le 13 février vers 9 h du matin, Kim Jong-nam attend le vol AirAsia de 10 h 50 vers Macao dans le hall de départ de l'aéroport de Kuala Lumpur, au niveau 3 du bâtiment KLIA 2 — le terminal des compagnies à bas prix, près d'un kiosque d'enregistrement automatique. Alors qu'il est visiblement abordé par une jeune femme, et au même moment, une autre jeune femme en tee shirt blanc l'approche par le dos, lui plaquant un tissu imbibé d'un fluide sur le visage avant de continuer son chemin tout comme la premiere jeune femme.
Selon la police malaisienne, Kim Jong-nam alerte immédiatement les employés de l'aéroport, disant que « quelqu'un l'avait attrapé par derrière et lui avait projeté un liquide sur le visage » et qu'une femme « avait couvert son visage avec un chiffon imbibé d'un fluide ». Peu après, suant abondamment, les yeux injectés de sang et rencontrant des difficultés respiratoires, il est accompagné par les employés dans une clinique de l'aéroport, où il s'évanouit et où il est intubé. Il meurt à 11 h 20 lors de son transport vers l'hôpital.
Au moment de sa mort, le sac à dos de Kim Jong-nam contient 120 000 dollars américains en espèces ; il portait également quatre passeports nord-coréens, tous au nom de Kim Chol.

## Enquête

### Autopsie
Le corps de Kim Jong-nam est transporté au service médico-légal de l'hôpital de Kuala Lumpur pour être autopsié. Il est ensuite remis à la Corée du Nord.
Le 24 février, la police malaisienne présente les résultats de l'analyse toxicologique identifiant la substance dont Kim Jong-nam a été victime comme étant l'agent innervant VX, une arme chimique dérivée du gaz sarin, interdit par la Convention sur les armes chimiques de 1993.
La Corée du Nord refuse les résultats de cette autopsie et dénonce un examen effectué « d’une manière illégale et immorale ».

### Arrestations
La police malaisienne reconstitue rapidement le scénario de l'attaque grâce aux images de vidéosurveillance de l'aéroport.
Elle identifie d'abord les deux jeunes femmes de type asiatique ayant attaqué Kim Jong-nam ; l'une d'entre elles portant un t-shirt blanc avec l'inscription « LOL ». Il s'avère qu'après les faits, elles se sont lavé les mains et sont reparties en taxi.
Le lendemain de l'attaque une première suspecte, Đoàn Thị Hương, 28 ans, d'origine vietnamienne, est arrêtée. Le 16 février, la seconde suspecte, Siti Aishah, indonésienne de 25 ans, est à son tour arrêtée ainsi que son compagnon malaisien,. Celui-ci sera libéré le 24 février.
Le 17 février, la police arrête un homme nord-coréen de 26 ans répondant au nom de Ri Jong-chol, résidant en Malaisie et considéré comme un « homme d’affaires » par l’entreprise du secteur médical qui l’employait, Tombo Enterprise.
La police soupçonne également quatre hommes d'origine nord-coréenne  ayant quitté la Malaisie le jour de l’agression, et demande à en interroger trois autres, dont un diplomate de l'ambassade de Corée du Nord à Kuala Lumpur.

### Mandat de recherche
Le 24 février, le chef de la police malaisienne, Khalid Abou Bakar, annonce que son pays a demandé à Interpol le lancement d'une notice rouge sur quatre suspects nord-coréens.

## Version des faits des suspectes
La vietnamienne Đoàn Thị Hương quitte son village natal à 18 ans pour commencer des études de pharmacie à Hanoï. Elle devient serveuse dans un bar à l'ambiance Far West, Siti Aisyah, initialement pour assurer sa subsistance. Elle quitte l'Indonésie pour s'installer à Kuala Lumpur et travailler dans un spa et un bar qui pratiquent tous deux la prostitution.
Elles sont approchées séparément, avec des hommes se présentant comme des producteurs sud-coréens. Ils leur proposent de participer à des vidéos de canulars diffusées sur YouTube, qui consistent à étaler de la lotion hydratante pour bébé sur leurs mains et à l'appliquer sur le visage d'inconnus, pour une centaine de dollars par opération. Elles réalisent alors des « canulars », chacune de leur côté : Hương dans un centre commercial à Hanoï, encadrée par un certain « Mister Y ». Aisyah à Kuala Lumpur, encadrée par un certain « James », se présentant comme japonais ; puis à l'aéroport de Phnom Penh au Cambodge où elle rencontre un « M. Chang ».
L'avocat malaisien de Đoàn Thị Hương, Hisyam Teh Poh Teik, affirme que « tout a été fait pour les mettre en confiance, leur faire croire qu’elles deviendraient des comédiennes célèbres, qu’elles voyageraient dans de nombreux pays ».
Le 13 février 2017, « M. Chang » emmène Siti Aisyah à l'aéroport de Kuala Lumpur, où ils prennent un café dans une buvette et s'approchent de la zone d'enregistrement d'Air Asia. Il lui désigne alors un homme, cible d'un nouveau canular et l'informe qu'elle sera rejointe par une autre complice. Hương, qui a appliqué le produit sur Kim Jong-nam, déclarera aux juges : « Mr Y m’a juste dit que c’était de l’huile et que je devais me frotter les mains et les garder fermées puis aller faire la vidéo humoristique ».
Après l'agression, elles vont se laver les mains dans les toilettes de l'aéroport et partent chacune prendre un taxi.
Đoàn Thị Hương tente ensuite de contacter « Mr Y » qui lui dit de revenir le lendemain à l'aéroport. Elle y sera alors interpellée par la police et leur indiquera sa chambre au Sky Star Hotel, où ils retrouveront les vêtements utilisés la veille, notamment le t-shirt blanc avec l'inscription « LOL » et une jupe bleue, visibles sur les images de vidéosurveillance. Pensant avoir affaire à une caméra cachée, elle ne se rendra compte de la situation qu'au troisième jour de sa garde à vue, selon son avocat, lorsque la police lui montre des journaux titrant en une sur l'événement.
Les deux suspectes affirment ne pas avoir eu connaissance de l'identité de leur victime — le demi-frère de Kim Jong-un, ni de la dangerosité du produit qu'elles lui ont appliqué.

## Procès
Les deux femmes sont inculpées le 1er mars 2017 pour meurtre, crime pour lequel elles encourent la peine de mort. Leur procès débute en octobre 2017.

### Condamnation
Le 1er avril 2019, à la suite de pressions diplomatiques vietnamiennes, le parquet abandonne les poursuites pour meurtre contre Đoàn Thị Hương et opte pour le chef d'accusation de « blessures avec des armes dangereuses ». Elle est alors condamnée à trois ans et quatre mois de prison par la Haute cour de Shah Alam,.

### Libération
Le 11 mars 2019, le procureur requiert l'abandon des charges contre Siti Aisyah. Cette demande est acceptée par le juge, la jeune femme ressort alors libre et autorisée à quitter le pays,.
Le 3 mai, Đoàn Thị Hương est également libérée, bénéficiant d'une remise de peine pour bonne conduite, et quitte la Malaisie pour rejoindre Hanoï, capitale de son pays d'origine.

## Réactions internationales

### Corée du Nord
L'agence de presse officielle de Corée du Nord accuse la Malaisie d'être responsable de la mort de Kim Jong-nam et de comploter avec la Corée du Sud.

### Corée du Sud
La Corée du Sud dénonce son voisin du Nord comme commanditaire de l'assassinat, évoquant un « ordre permanent » de Kim Jong-un pour éliminer son demi-frère.

### Autres réactions
Le Conseil exécutif de l'Organisation pour l'interdiction des armes chimiques (OIAC) s'est déclaré "gravement préoccupé" par cet incident.
au sujet de l'incident et a demandé que les responsables de l'utilisation d'armes chimiques soient tenus pour responsables.
En réponse à l'incident, selon un blog de BBC News, un hacktiviste autoproclamé connu sous le nom de Cyber Anakin a profité d'un site Web de propagande nord-coréen, qui renvoyait par erreur à un compte Twitter inexistant. Il a enregistré un faux compte sous ce nom d'utilisateur vide et a publié de nombreux messages de propagande contre le régime,.